# ایر فلوریدا

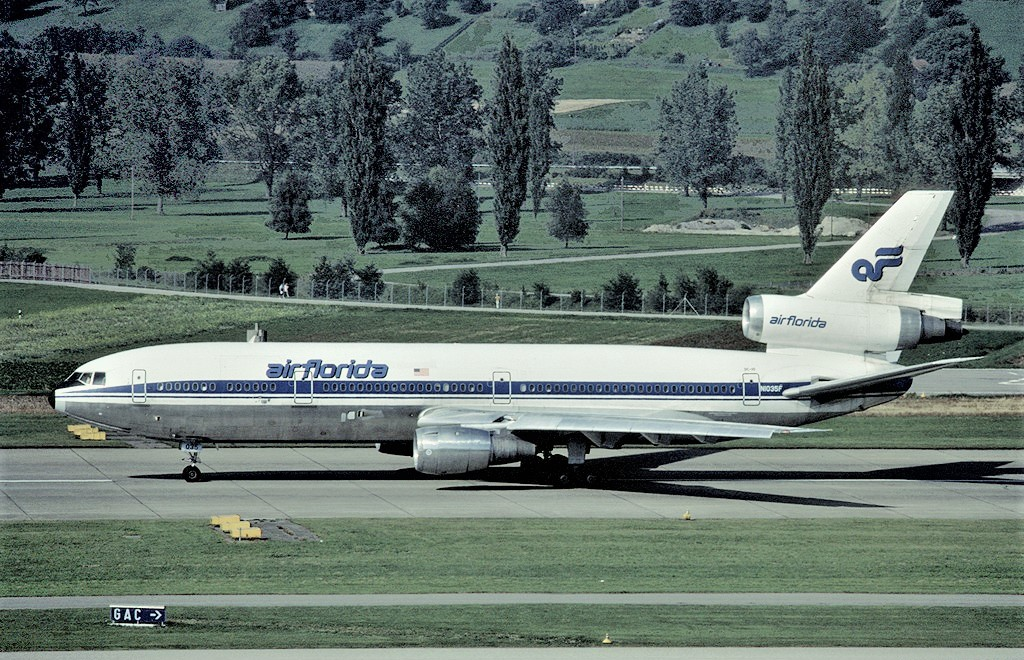
مک‌دانال داگلاس دی‌سی-۱۰ در سال ۱۹۸۱

هوا فلوریدا یک شرکت هواپیمایی ارزان‌قیمت آمریکایی بود؛ که از سال ۱۹۷۱ تا ۱۹۸۴ فعالیت می‌کرد. دفتر مرکزی این شرکت در سال ۱۹۷۵ در Dadeland Towers که در حال حاضر کندال، فلوریدا نام دارد، یکی از مناطق ثبت‌نشده در ایالت میامی-دید قرار داشت.

## ناوگان اصلی

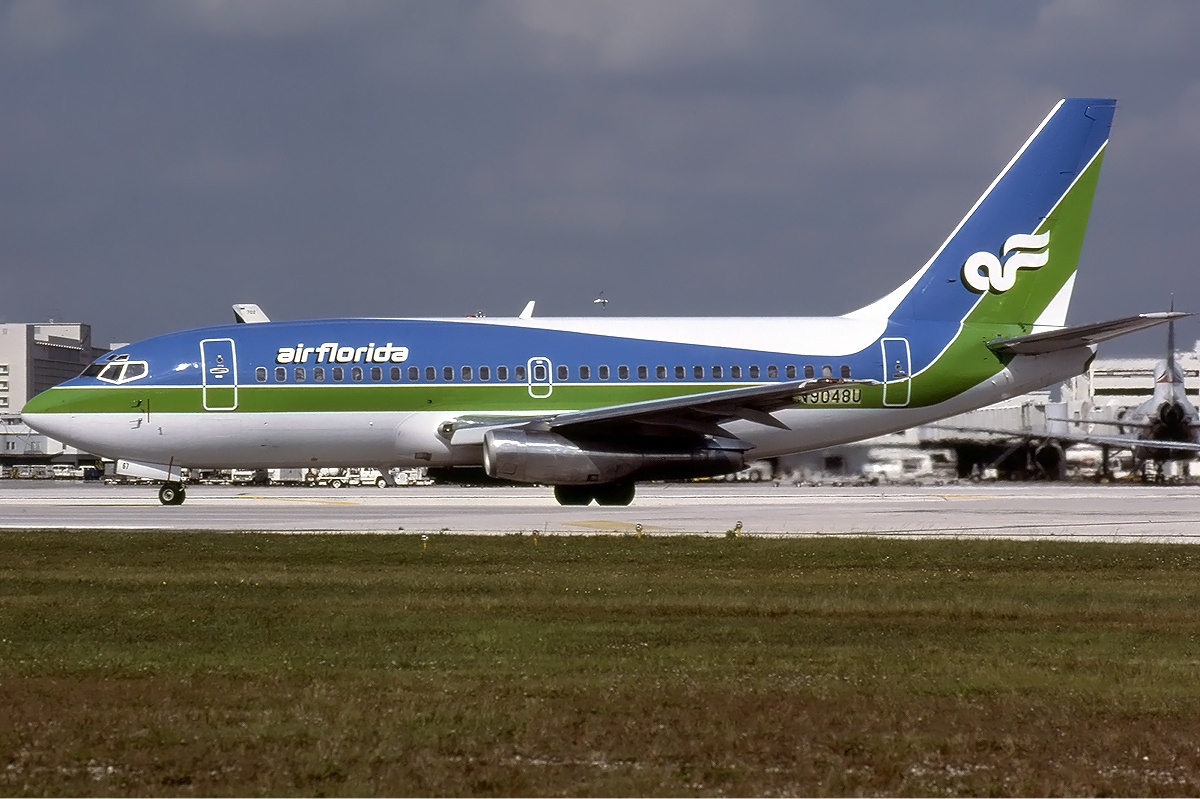
بوئینگ ۷۳۷–۲۰۰

هنگامی که هواپیمایی فلوریدا تمام عملیات را متوقف کرد، ناوگان ایر فلوریدا به شرح زیر بود:
ایر فلوریدا همچنین هواپیمای زیر را در ناوگان خطوط اصلی خود اداره می‌کرد، اما پیش از فروپاشی هواپیمایی، این گونه‌ها را بازنشسته کرد:
- بوئینگ ۷۰۷ (مدل B707-331)
- بوئینگ ۷۲۷–۱۰۰
- بوئینگ ۷۲۷–۲۰۰
- بی‌ای‌سی یک-یازده، شرکت هواپیمایی بریتانیایی
- Lockheed L-188C Electra (تنها هواپیمای اصلی نوع توربوپراپ استفاده شده توسط ایر فلوریدا)

## حوادث
- در ۱۰ آگوست سال ۱۹۸۰، پرواز ۴ ایر فلوریدا، با ۳۵ نفر سرنشین، توسط یک بوئینگ ۷۳۷ از فرودگاه بین‌المللی میامی به فرودگاه بین‌المللی کی‌وست، توسط یک هواپیماربا، به دست گرفته شد و خواستار این شد که به کوبا برود. او بعداً در هاوانا تسلیم شد.[۵]
- سه روز بعد، در ۱۳ آگوست ۱۹۸۰، هواپیمای ایر فلوریدا ۷۹۷، یک بوئینگ ۷۳۷ دیگر که در جهت مخالف پرواز ۴، با ۷۴ نفر سرنشین، توسط هفت نفر ربوده شد. آنها خواستار پرواز به کوبا شدند، اما بعداً تسلیم شدند.[۶]
- در ۱۳ ژانویه سال ۱۹۸۲ پرواز ۹۰ ایر فلوریدا پس از خروج از فرودگاه ملی رونالد ریگان واشینگتن، به علت یخ‌بندان جوی و خطای خلبان، سقوط کرد و ۷۴ نفر از ۷۹ نفر را به قتل رساند و چهار نفر از پنج بازماند را زخمی کردند و بوئینگ ۷۳۷–۲۰۰ پیش از فرورفتن در رودخانه یخ‌زده پوتوماک، چهار نفر را در پل خیابان ۱۴ کشته و زخمی کرد.
- در ۲ فوریه سال ۱۹۸۲ هواپیمای هواپیما فلوریدا ۷۱۰، هواپیمای بوئینگ ۷۳۷–۲۰۰ با ۷۷ نفر سرنشین از میامی به کی‌وست در حرکت بود، ربوده شد. هواپیماربایان می‌خواستند به کوبا بروند، اما بعداً تسلیم شدند.[۷]
- در ۷ ژوئیه سال ۱۹۸۳، پرواز ۸ ایر فلوریدا با ۴۷ نفر در هواپیما از فرودگاه بین‌المللی فورت-لادردیل تا فرودگاه بین‌المللی تامپا پرواز می‌کرد. یکی از مسافران یک یادداشت به یکی از مأمورین پرواز ارسال کرد و گفت که او یک بمب دارد و از آن‌ها خواست که به هاوانا پرواز کند. این هواپیما به فرودگاه بین‌المللی هاوانا-خوزه مارت هدایت شد و هواپیماربا تحت تعقیب مقامات کوبایی قرار گرفت.[۸]